# Claes Bergström
Claes Birger Bergström, född 14 oktober 1961 i Borås Caroli församling i Älvsborgs län, är en svensk militär.

## Biografi
Bergström avlade officersexamen 1984 och utnämndes samma år till officer vid Västgöta flygflottilj. Han befordrades till major 1997 och var ställföreträdande projektledare för Bas 2000 vid Flygvapencentrum 1997–1999, varpå han under det kommande decenniet befordrades till överstelöjtnant. Han var förbindelseofficer i Einsatzführungskommando i Bundeswehr 2005–2006, huvudlärare i luftoperationer vid Försvarshögskolan 2009–2010, projektledare för OR-projektet 2011–2015 och stabsofficer vid Högkvarteret från 2015.
Claes Bergström invaldes som ledamot av Kungliga Krigsvetenskapsakademien 2010. Han erhöll 2014 akademiens belöningsmedalj i silver med följande motivering: ”Claes Bergström har genom stort personligt engagemang, både inom och utom tjänsten, drivit systemutvecklingen av tvåbefälssystemet inom Försvarsmakten från start till implementering. Han har angripit uppgiften ur ett vetenskapligt perspektiv och med en energi och research långt utöver vad man kan förvänta sig. På eget initiativ och utanför tilldelad arbetstid har han gjort en dokumentgenomgång av tidigare gjorda utredningar i denna fråga. Dessa undersökningar ledde fram till en avhandling som publicerades i Kungl. Krigsvetenskapsakademins handlingar och Tidskrift nr 3 2011 och som utgör en viktig grund i utvecklingsarbetet av det nya OR-systemet. Systemet är nu under implementering och Bergströms engagerade arbete har varit helt avgörande för projektets goda resultat.” Avhandlingen som omtalas är hans inträdesanförande i akademien.